# Riccardo Tempestini
Riccardo Tempestini (né le 9 octobre 1961 à Florence) est un joueur et un entraîneur de water-polo italien, vice-champion du monde en 1986 et vainqueur de deux médailles de bronze lors des Championnats d'Europe.
- CIO
- Olympedia